# Cementerio de Olšany
El cementerio de Olšany (en checo: Olšanské hřbitovy) es el cementerio más grande de la ciudad de Praga, capital de la República Checa. Se calcula que alcanzó un máximo de dos millones de entierros. El cementerio es particularmente conocido por sus muchos y notables monumentos modernistas.
El cementerio de Olšany fue creado en 1680 para dar cabida a las víctimas de la peste que murieron en masa en Praga y necesitaban ser enterradas en tiempos breves. En 1787, cuando la peste golpeó de nuevo la ciudad, el emperador José II prohibió el entierro de cadáveres dentro de los límites de la ciudad de Praga, y el cementerio de Olšany fue declarado el central por razones de higiene.

## Personalidades enterradas en este cementerio
- Bernard Bolzano (1781-1848), matemático y filósofo
- Karel Jaromír Erben (1811-1870), poeta y escritor
- Klement Gottwald (1948-1953), primer presidente comunista de la República de Checoslovaquia
- Josef Jungmann (1773-1847), figura del Resurgimiento Nacional Checo
- Ján Kollár (1793—1852), poeta eslovaco, ideólogo del paneslavismo
- Karel Havlíček Borovský (1821-1856), periodista, escritor y político checo
- Josef Lada (1887-1957), pintor y escritor
- Jiří Orten (1919—1941), poeta
- Jan Werich (1905-1980), actor